# Contra Force
Contra Force — видеоигра для приставки NES, вышедшая в 1992 году только на территории Северной Америки. Планировавшийся релиз в Японии под названием Arc Hound был отменён. Несмотря на упоминание Contra в названии, данная игра не является частью серии Contra и не имеет никаких сюжетных связей с ней (за исключением упоминания города Нео-Сити, встречающегося в Contra III: The Alien Wars и Contra 4).

## Сюжет
Действие игры начинается в вымышленном городе Нео-сити в 1992 году. Там находится центр оперативного противодействия организованной преступности, именуемый Contra Force, во главе которого находится человек по фамилии Бёрнс. Перед оперативниками поставлена задача остановить криминальный синдикат под названием D.N.M.E.
Бёрнсу звонит информатор Фокс и сообщает, что неизвестные угрожают руководителю разведки. Бёрнс назначает информатору встречу, чтобы узнать больше подробностей. Однако, когда Бёрнс прибывает в порт, где была назначена встреча, выясняется, что Фокс уже мёртв. Бёрнса и его отряд внезапно атакуют вооружённые бандиты. Теперь герои должны очистить город от террористов и спасти руководителя разведки.

## Персонажи

Выбор персонажа

В игре присутствуют четыре игровых персонажа, каждый из которых обладает своим набором оружия. Игрок может выбрать любого из них при старте игры и переключаться между ними во время игровой паузы.
- Бёрнс — штурмовик. Является лидером команды. В его вооружение входит ручная граната (Hand Grenade, HG) и пулемёт (Machine Gun, MG).
- Смит — снайпер. В его вооружение входит винтовка (Rifle, R) и самонаводящаяся ракета (Homing Missile, HM).
- Айрон — специалист по тяжёлому вооружению. В его вооружение входит огнемёт (Flame Thrower, FT) и реактивный гранатомёт (Bazooka, B).
- Бинс — подрывник. В его вооружение входит бомба с часовым механизмом (Time Bomb, TB) и термитная мина (Termite Mine, TM).

Стартовое оружие у всех персонажей — пистолет (Pistol, P). Следует отметить, что оружие — не единственная черта, являющаяся уникальной характеристикой главных героев, второй достаточно важной характеристикой является скорость перемещения и дальность прыжка. У Бернса она самая большая, у Бинса — поменьше и практически равна длине прыжка Смита, а вот Айрон очень неповоротлив в связи с чем преодоление даже небольших обрывов становится для него непростой задачей. Кроме того, Бинс автоматически приседает, когда не двигается, а при нажатии клавиши «Вниз» — занимает положение лёжа.

## Игровой процесс

Игровой процесс

Игровой процесс напоминает игры серии Contra: игрок перемещается по уровню слева направо (два уровня сделаны в перспективе сверху вниз), отстреливаясь от нападающих противников. На уровне попадаются оружейные бонусы, при подборе которых увеличивается шкала оружия персонажа. При нажатии на кнопку Select происходит смена оружия согласно текущему положению шкалы. Бонусы можно подбирать неограниченное количество раз, однако при переполнении шкалы текущее значение шкалы будет циклически меняться. При смерти персонажа текущее оружие теряется, а шкала оружия обнуляется.
Помимо оружия, оружейная шкала позволяет выбрать следующие бонусы:
- TI — усиление выстрела: дополнительный снаряд при стрельбе.
- RA — непобедимый прыжок: когда персонаж прыгает, он неуязвим.

При смене оружия данные бонусы теряются.

## Разработка
Первоначально игра планировалась к выходу в Японии в октябре 1991 года под названием Arc Hound и не должна была иметь никаких связей с серией Contra, однако на позднем этапе разработки выход игры был отменён. Несмотря на это, прототип игры было решено локализовать и выпустить для североамериканского рынка в качестве спин-оффа к Contra. Игру позиционировали как третью часть игры, из-за чего находящаяся в разработке Contra III: The Alien Wars имела рабочее название Contra 4, однако выход Contra Force был задержан с зимы 1991 на конец 1992 года. Contra III вышла за несколько месяцев до этого, поэтому именно она получила цифру 3, а Contra Force получила новое релизное название.